# Young Cassidy
Young Cassidy is een Britse dramafilm uit 1965 onder regie van Jack Cardiff en John Ford. Het scenario is gebaseerd op de autobiografie Mirror in My House (1956) van de Ierse auteur Sean O'Casey.

## Verhaal
John Cassidy groeit op in een arme arbeiderswijk van Dublin. Hij besluit zich in te zetten voor Ierse onafhankelijkheid. Hij wordt auteur en neemt het op voor de arbeidersklasse.

## Rolverdeling
| Acteur            | Personage       |
| ----------------- | --------------- |
| Rod Taylor        | John Cassidy    |
| Julie Christie    | Daisy Battles   |
| Maggie Smith      | Nora            |
| Michael Redgrave  | W.B. Yeats      |
| Edith Evans       | Lady Gregory    |
| Flora Robson      | Mevrouw Cassidy |
| Jack MacGowran    | Archie          |
| Siân Phillips     | Ella            |
| T.P. McKenna      | Tom             |
| Julie Ross        | Sara            |
| Robin Sumner      | Michael         |
| Philip O'Flynn    | Mick Mullen     |
| Pauline Delaney   | Bessie Ballynoy |
| Arthur O'Sullivan | Voorman         |
| Joe Lynch         | Speler          |